# Belette malaise
Pour les articles homonymes, voir malaise.
Mustela nudipes · Putois à pieds nus
Espèce
Statut de conservation UICN

 LC  : Préoccupation mineure
La belette malaise (Mustela nudipes) est une espèce de mammifères de la famille des Mustelidae.

## Description
La belette malaise mesure de 30 à 36 cm) de long, avec une queue de 24 à 26 cm.

## Distribution

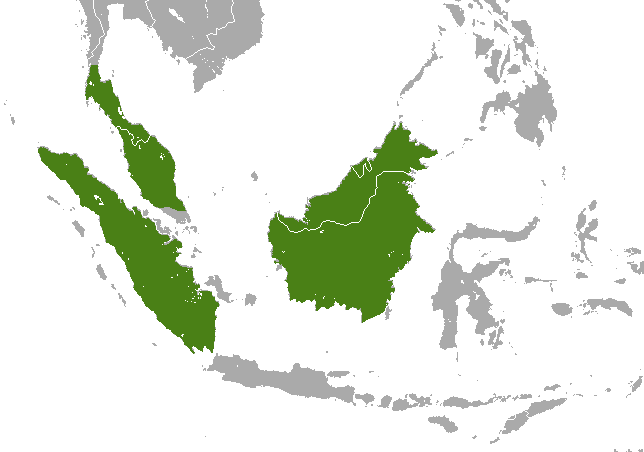
Répartition de l'espèce en Asie du Sud-Est.

Cette espèce vit en Indonésie, dont Sumatra, Java et Bornéo, et sur la péninsule Malaise en Malaisie et en Thaïlande.

## Liste des sous-espèces
Deux sous-espèces sont distinguées :
- sous-espèce Mustela nudipes nudipes Desmarest, 1822
- sous-espèce Mustela nudipes leucocephalus (Gray, 1865)